# Winnipegosis
Winnipegosis est une ville du Canada située dans la province du Manitoba.
La population s'éleve à 628 personnes.

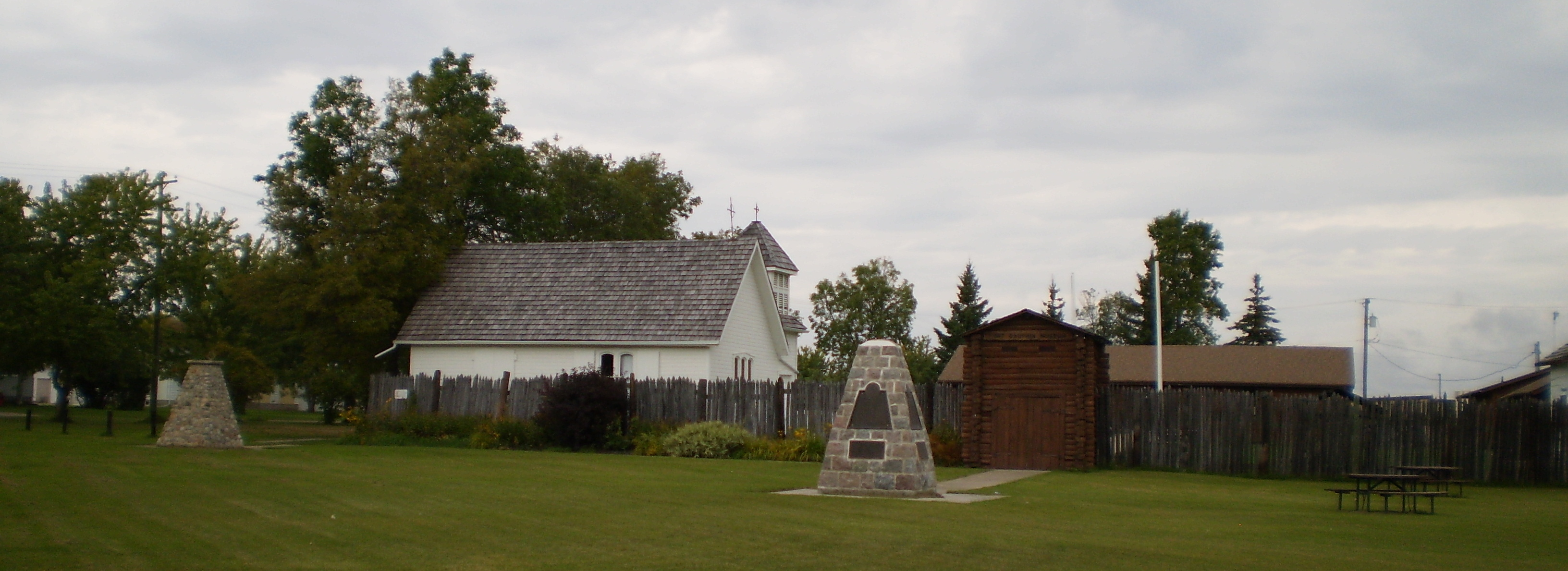
Fort Dauphin

La ville borde le lac Winnipegosis et possède une plage sur ce lac.
Le village de Winnipegosis était autrefois un lieu de pêcherie important, mais l'activité s'est depuis réduite. Les bateaux de pêche qui restent sont maintenant utilisés pour des excursions touristiques sur le lac et îles voisines.
La ville la plus proche est celle de Dauphin à 58 kilomètres au sud.
Winnipegosis est le lieu le plus près de l'ancien fort français de Fort Dauphin.
Winnipegosis est dérivé d'un mot cree signifiant "eau un peu boueuse", un diminutif de Winnipeg, qui signifie eau boueuse.

## Démographie
| 2001 | 2006 | 2011 | 2016 |
| ---- | ---- | ---- | ---- |
| 621  | 628  | 647  | 617  |